# Euchresta japonica
Euchresta japonica är en ärtväxtart som beskrevs av Eduard August von Regel. Euchresta japonica ingår i släktet Euchresta och familjen ärtväxter. Inga underarter finns listade i Catalogue of Life.